# Руденко Ніна Миколаївна
Ніна Миколаївна Руденко (27 квітня 1941, Блиставиця) — український історик, дослідниця історії України періоду Другої світової війни.

## Біографія
Народилася 27 квітня 1941 року в селі Блиставиці Бородянського району Київської області. У 1958–1961 роках працювала завідувачем сільської бібліотеки на Київщині. З 1961 року — бібліотекар та завідувач канцелярії Інституту історії АН УРСР. 1967 року закінчила історичний факультет Київського державного університету. В Інституті історії АН УРСР працювала на посадах: старшого лаборанта, молодшого наукового співробітника, наукового співробітника, у 1984–2001 роках — старший науковий співробітник відділу історії України періоду Другої світової війни. У 1983 році, під керівництвом члена-кореспондента АН УРСР В. І. Клокова, захистила кандидатську дисертацію на тему: «Пропагандистська діяльність політорганів Червоної армії серед військ противника на території СРСР, 1941—1944»).

## Основні праці
- Українці і виходці з України — учасники партизанського руху в Білорусі (червень 1941 — липень 1944 років). — Київ, 1997;
- Армія фашистського агресора: від перемог до поразок 1941—1945 роки. Морально-психологічний аспект. — Київ, 1997 (у співавторстві);
- Участь українців і вихідців з України в антифашистській боротьбі молдавського народу // УІЖ. — 1995. — № 3;
- Агітація серед угруповання німецьких військ на острові Хортиця (листопад-грудень 1943 року) // УІЖ. — 1992. — № 5;
- Армія фашистського агресора: обличчя ворога // УІЖ. — 1991. — № 6;
- Украинская ССР в годы Великой Отечественной войны Советского Союза: хроника событий. — Київ, 1985 (у співавторстві);
- Слово правды в борьбе с фашизмом: пропагандистская деятельность политорганов Красной Армии среди войск противника на территории СССР. 1941—1944. — Київ, 1980.